# Heteroclytomorpha
Heteroclytomorpha is een kevergeslacht uit de familie van de boktorren (Cerambycidae). De wetenschappelijke naam van het geslacht werd voor het eerst geldig gepubliceerd in 1853 door Blanchard.

## Soorten
Heteroclytomorpha omvat de volgende soorten:
- Heteroclytomorpha inaequalis Aurivillius, 1908
- Heteroclytomorpha punctata Gahan, 1888
- Heteroclytomorpha quadrinotata Blanchard, 1853
- Heteroclytomorpha sexplagiata Breuning, 1939
- Heteroclytomorpha singularis Breuning, 1939
- Heteroclytomorpha sormeoides Aurivillius, 1908